# Єльці II (герб)
Єльці ІІ (пол. Jelce ІІ) — герб шляхетський, відміна герба Леліва.

## Опис
У синьому полі розташований золотий півмісяць рогами догори, над ним золота шестипроменева зірка, над якою дві золоті хоругви з трьома полями одна над іншою, як на гербі Хоругви Кмітів (інша назва Радван Щедрий). У нашоломнику дві срібні клямри у вигляді діагонального (Андріївського) хреста вістрями донизу. Намет щита синій, підбитий золотом.

## Походження
Каспер Несецький зазначає, що спочатку рід Єльців використовував герб, в якому поле було від звичайного герба Леліва, а в нашоломнику дві золоті хоругви з трьома полями одна над іншою (див. герб Єльці). Згодом хоругви зображуються в полі над зіркою, а в нашоломнику з'являються дві клямри у вигляді діагонального хреста.
Адам Бонецький зазначає, що герб роду Єльців повстав таким чином, щоб підкреслити спільне походження з Кмітами (пол. Kmita) і Лопат-Биковськими (пол. Łopat Bykowski). Їхні герби були додані до Леліви, власного герба роду Єльців.
Северин Уруський навпаки говорить про те, що звичайним гербом родини Єльців були саме хоругви, до яких XVII століття додали герб Леліва, щоб позначити спорідненість з родинами того герба.
Джерела також вказують на одне походження роду Єльців з Вороничами (пол. Woronicz, Woronowicz) герба Клямри.